# Amélioration de sol
L'amélioration de sol est l'acte par lequel on procède à l'amélioration des performances mécaniques d'un sol lorsque celui-ci ne répond pas aux propriétés requises par la construction (bâtiment ou ouvrage d'art) qu'il va accueillir. Dans ce cas, des mesures techniques appropriées pour améliorer le sol doivent être prises pour améliorer le sol,. Ces mesures améliorent la stabilité et réduisent l'étendue les affaissements. Les mesures suivantes peuvent être appliquées :
- Lors d'une substitution de sol (de), le sol instable est complètement ou partiellement remplacé par des types de sol plus adaptés. Ce procédé est économique lorsque des couches de sol d'épaisseur relativement faible doivent être remplacées et qu'un sol de substitution approprié est disponible à moindre coût. Lors de l'installation du sol de substitution, il faut s'assurer d'un compactage suffisant.
- Le compactage du sol par des méthodes de compactage de surface ou de compactage en profondeur. Les procédés spéciaux dans le génie civil spécialisé comprennent le compactage par bourrage vibratoire (vibro-compactage) ou le compactage en profondeur par des pieux.
- Avec la consolidation de sol (de), la stabilité des sols instables est améliorée par l'ajout de liants tels que le ciment ou la chaux. Les exemples incluent la consolidation chimique des sols, divers processus d'injection dans le sous-sol (de) tels que l'injection à haute pression et la congélation du sol. Avec la congélation du sol, l'eau interstitielle du sol est gelée à l'aide d'un liquide de refroidissement, créant ainsi une stabilité suffisante. Le processus est très coûteux et n'est donc utilisé que pour sécuriser ou sceller temporairement les fosses de construction.

Si la capacité portante du sol n'est pas suffisante pour une fondation superficielle et qu'aucune modification ne doit être apportée au sol lui-même, une fondation profonde (de) offre la possibilité de créer une base portante pour les fondations. La fondation sur pieux est le représentant le plus connu de ce type de solutions.